# Alopoglossus bilineatus
Alopoglossus bilineatus — вид ящірок родини Alopoglossidae. Мешкає в Південній Америці.

## Поширення і екологія
Alopoglossus bilineatus відомі за кількома зразками, зібраними переважно в Еквадорі, а також в Колумбії. Ймовірно, вони живуть у вологих тропічних лісах.